# Carl Schlyter
Carl-Christian Erik Schlyter (Danderyd, 7 gennaio 1968) è un politico svedese, eurodeputato per il Partito Ambientalista i Verdi.

## Biografia
Esponente del Partito Ambientalista i Verdi, alle elezioni europee del 2004 è stato eletto eurodeputato, e riconfermato poi nel 2009.